# Le Fenouiller
Le Fenouiller és un municipi francès situat al departament de Vendée i a la regió de País del Loira. L'any 2007 tenia 4.107 habitants.

## Demografia

### Població
El 2007 la població de fet de Le Fenouiller era de 4.107 persones. Hi havia 1.667 famílies de les quals 353 eren unipersonals (157 homes vivint sols i 196 dones vivint soles), 709 parelles sense fills, 550 parelles amb fills i 55 famílies monoparentals amb fills.
La població ha evolucionat segons el següent gràfic:
Habitants censats

### Habitatges
El 2007 hi havia 2.529 habitatges, 1.687 eren l'habitatge principal de la família, 797 eren segones residències i 45 estaven desocupats. 2.057 eren cases i 12 eren apartaments. Dels 1.687 habitatges principals, 1.428 estaven ocupats pels seus propietaris, 241 estaven llogats i ocupats pels llogaters i 17 estaven cedits a títol gratuït; 31 tenien una cambra, 41 en tenien dues, 294 en tenien tres, 520 en tenien quatre i 801 en tenien cinc o més. 1.427 habitatges disposaven pel capbaix d'una plaça de pàrquing. A 784 habitatges hi havia un automòbil i a 784 n'hi havia dos o més.

### Piràmide de població
La piràmide de població per edats i sexe el 2009 era:
| Homes | Edats   | Dones |
| ----- | ------- | ----- |
| 0     | 95 o +  | 4     |
| 4     | 90 a 94 | 0     |
| 16    | 85 a 89 | 40    |
| 16    | 80 a 84 | 16    |
| 80    | 75 a 79 | 76    |
| 100   | 70 a 74 | 120   |
| 108   | 65 a 69 | 100   |
| 88    | 60 a 64 | 96    |
| 40    | 55 a 59 | 68    |
| 116   | 50 a 54 | 100   |
| 136   | 45 a 49 | 104   |
| 120   | 40 a 44 | 104   |
| 152   | 35 a 39 | 128   |
| 76    | 30 a 34 | 100   |
| 52    | 25 a 29 | 68    |
| 56    | 20 a 24 | 84    |
| 152   | 15 a 19 | 64    |
| 140   | 10 a 14 | 60    |
| 116   | 5 a 9   | 120   |
| 52    | 0 a 4   | 100   |

## Economia
El 2007 la població en edat de treballar era de 2.468 persones, 1.770 eren actives i 698 eren inactives. De les 1.770 persones actives 1.644 estaven ocupades (892 homes i 752 dones) i 126 estaven aturades (53 homes i 73 dones). De les 698 persones inactives 338 estaven jubilades, 195 estaven estudiant i 165 estaven classificades com a «altres inactius».

### Ingressos
El 2009 a Le Fenouiller hi havia 1.837 unitats fiscals que integraven 4.498,5 persones, la mediana anual d'ingressos fiscals per persona era de 18.663 €.

### Activitats econòmiques
Dels 126 establiments que hi havia el 2007, 1 era d'una empresa alimentària, 6 d'empreses de fabricació d'altres productes industrials, 36 d'empreses de construcció, 25 d'empreses de comerç i reparació d'automòbils, 3 d'empreses de transport, 9 d'empreses d'hostatgeria i restauració, 1 d'una empresa d'informació i comunicació, 4 d'empreses financeres, 3 d'empreses immobiliàries, 9 d'empreses de serveis, 16 d'entitats de l'administració pública i 13 d'empreses classificades com a «altres activitats de serveis».
Dels 46 establiments de servei als particulars que hi havia el 2009, 1 era una oficina bancària, 4 tallers de reparació d'automòbils i de material agrícola, 10 paletes, 8 guixaires pintors, 6 fusteries, 2 lampisteries, 3 electricistes, 1 empresa de construcció, 2 perruqueries, 3 restaurants, 2 agències immobiliàries i 4 salons de bellesa.
Dels 4 establiments comercials que hi havia el 2009, 1 era una gran superfície de material de bricolatge, 1 una botiga de més de 120 m², 1 una fleca i 1 una floristeria.
L'any 2000 a Le Fenouiller hi havia 29 explotacions agrícoles que ocupaven un total de 1.424 hectàrees.

## Equipaments sanitaris i escolars
El 2009 hi havia 1 farmàcia i 1 ambulància.
El 2009 hi havia 2 escoles elementals.

## Poblacions més properes
El següent diagrama mostra les poblacions més properes.